# لوك غروس
لوك غروس (بالإنجليزية: Luke Gross) هو لاعب اتحاد الرغبي أمريكي، ولد في 21 نوفمبر 1969 في مقاطعة آدمز في الولايات المتحدة.

## وصلات خارجية
- لوك غروس على موقع كلية كرة السلة في سبورتس رفرنس.كوم (الإنجليزية)
- لوك غروس على موقع كلية كرة السلة في سبورتس رفرنس.كوم (الإنجليزية)
- لوك غروس على موقع دوري الرغبي الممتاز (الإنجليزية)
- لوك غروس عل موقع إسبنسكروم (الإنجليزية)
- لوك غروس على موقع ItsRugby.co.uk (الإنجليزية)